# 國際公義聯盟
國際公義聯盟（英語：Coalition for International Justice；CIJ）是一個國際性非營利機構，專門支援國際刑事法院對於盧安達、前南斯拉夫的審判。以及東帝汶、獅子山、柬埔寨及蘇丹地區的轉型正義。辦公室位在海牙及華盛頓。
這個組織已經在2006年3月中止運作。

## 外部連結
- CIJ website（页面存档备份，存于）